# Anurida ariesi
Anurida ariesi is een springstaartensoort uit de familie van de Neanuridae. De wetenschappelijke naam van de soort is voor het eerst geldig gepubliceerd in 1992 door Harsia & Gruia.